# Фёдоров, Евграф Евграфович
Евграф Евграфович Фёдоров (1880—1965) — советский климатолог, доктор географических наук (1936), член-корреспондент АН СССР (1946).
Основные труды Фёдорова — по облачности и солнечной радиации; в 1920-х годах он разработал основы комплексной климатологии. Наблюдения над нижней облачностью, проведенные в 1927—1929 годах, вошли в общую инструкцию метеорологических станций Советского Союза.

## Биография
Родился 8 ноября (20 ноября по новому стилю) 1880 года в Петербурге. Сын учёного-кристаллографа Е. С. Федорова.

### Образование
После окончания гимназии поступил в 1899 году в Императорский Московский университет на математическое отделение физико-математического факультета. Во время пребывания в университете принимал участие в революционной деятельности студенчества. В 1903 году Фёдоров был арестован и, просидев в Таганской тюрьме около 7 месяцев, был выслан в г. Витебск.
Позднее поступил в Петербургский университет, который окончил в 1909 году.

### Деятельность
С 1910 года работал в Главной физической (с 1924 года — геофизической) обсерватории (в 1911—1932 годах — в Магнитно-метеорологической обсерватории в Павловске, затем — в Агрогидрометеорологическом институте), с 1933 до 1951 года — в институте географии АН СССР.
Умер 19 июля 1965 года в Москве, похоронен на 30-м участке Калитниковского кладбища Москвы.

## Труды
Основные публикации Е. Е. Фёдорова:
- Климат Европейской России в сельскохозяйственном отношении. М., 1924.
- Типы погоды и их повторяемость для мая, июля, ноября и января некоторых мест Кольского полуострова. Л.: Изд-во АН СССР, 1932.
- Климат равнины Европейской части СССР в погодах. Л.: Изд-во АН СССР, 1949 (соавтор А. И. Баранов).

## Награды
- Награждён орденом Ленина, орденом Красной Звезды и медалями.